# MC Bruddaal
MC Bruddaal (* 16. Juni 1980 in Schorndorf, bürgerlich Henrik Brislow) ist ein schwäbischer Rapper.

## Künstlername
MC (gesprochen deutsch: äm zee) ist die Abkürzung für den englischen Ausdruck Master of Ceremonies, welchen zahlreiche Rap-Künstler in ihrem Namen tragen. Bruddaal (standarddeutsch für brutal) ist ein typischer schwäbischer Ausdruck um die Steigerung einer Sache im positiven Sinn auszudrücken. Die Kunstfigur erschuf er auf Grund zweier Anlässe. Zum einen wollte er in der Zeit von den Protesten gegen Stuttgart 21 ein Lied über Stuttgart schreiben, zum anderen stieß er im Fernsehen auf das Format Bauer sucht Frau und dort auf den Schwaben Martin, dessen schwäbischen Dialekt er im Freundeskreis imitierte. So entstand das Lied Oba bleiba.

## Leben
MC Bruddaal landete 2013 seinen ersten Hit mit einer Liebeserklärung an Stuttgart unter dem Titel Du bisch mei number one. Das Lied wurde auf Youtube veröffentlicht, wo das Video inzwischen über eine Million Mal angeklickt wurde (Stand: 01/2022). Aus dem Erfolg des Videos erfolgte eine Kooperation mit dem Radiosender Antenne 1 für einen gerappten Wochenrückblick auf schwäbisch sowie Auftritte unter anderem im SWR-Fernsehen. 2015 veröffentlichte er das erste Album Bollahits. 2016 folgte das Album Schwepisch. Seit 2017 veröffentlicht er einen gerappten Jahresrückblick. 2018 veröffentlichte MC Bruddaal gemeinsam mit Dodokay das Lied D'r schwäbische Nelly.
Bekanntheit erlangte eine Fanaktion bei der ProSieben-Sendung The Masked Singer im Jahr 2019, mit welcher MC Bruddaal beim Zuschauer-Voting auf Platz 1 der wahrscheinlichsten Personen gewählt wurde, welche sich hinter dem Gewinner im Astronauten-Kostüm befinde (Tatsächlicher Sänger war Max Mutzke). Im selben Jahr veröffentlichte er das Album Heiligs Plättle. Im November und Dezember 2019 hatte MC Bruddaal gemeinsam mit Körpa Klauz und MC Xsälzbrot Auftritte im Sinne einer kleinen Tour, welche als Kneipentour beworben wurden.

## Stil und Inhalte
Brislow spielt bei der Kunstfigur MC Bruddaal mit dem Bild eines typischen Schwaben. MC Bruddaal zeichnet der schwäbische Dialekt aus, welcher im Rap ansonsten wenig Verbreitung findet. Er spielt mit schwäbischen Wörtern und Redewendungen. Optische Markenzeichen von MC Bruddaal sind seine Mütze mit Schlappohren in Kombination mit Sonnenbrille und Halskette in Brezelform. Die Liedtexte handeln von schwäbischen Kulturgütern, wie der Kehrwoche und dem Mercedes-Benz, und der Schwäbischen Küche, wie Maultaschen, Spätzle und Brezeln.
Bei Auftritten wird er meistens von DJ Toni Disco begleitet.

## Privates
Henrik Brislow wurde als Sohn schwedischer Einwanderer 1980 in Schorndorf geboren. Brislows Muttersprache ist schwedisch. Erst im Kindergarten lernte er deutsch respektive schwäbisch. Brislow besitzt den Master-Degree in BWL der Fachhochschule Kiel und ist gelernter Grafikdesigner.

## Diskografie
- 2015: Bollahits (Eigenproduktion)
- 2016: Schwepisch (Eigenproduktion)
- 2019: Heiligs Plättle (Eigenproduktion)
- 2020: Ebbes Nice (Eigenproduktion)
- 2021: Beschd of – 10 Johr MC Bruddaal (Eigenproduktion)